# Óli B. Jónsson
Pour les articles homonymes, voir Jónsson.
Óli B. Jónsson , né le 15 novembre 1918 et mort le 11 février 2005, est un footballeur islandais reconverti entraîneur.

## Joueur
Figure mythique du KR Reykjavik, Óli passe l'intégralité de sa carrière de joueur dans le club le plus ancien et le plus titré d'Islande.
Il y joue en tant que milieu de terrain de 1936 à 1950, remportant le titre de champion en 1941.
Avec l'Islande, il obtient une sélection en 1949, lors d'un match perdu 5 à 1 face au Danemark, tout frais troisième des J.O. de Londres. 
Il était pressenti pour disputer le tout premier match de la sélection en juillet 1946, déjà face au Danemark, mais ne put tenir sa place en raison d'une blessure.

## Entraîneur

### Clubs
Il devient entraîneur/joueur du KR dès 1945, obtenant de nombreux succès, tels que trois championnats consécutifs en 1948, 1949 et 1950.
Les crampons réellement raccrochés, il décroche le titre en 1955 puis 1959 après que le KR a remporté tous ses matchs de championnat (dix rencontres). Il est bien aidé par un jeune attaquant de 19 ans, Þórólfur Beck, qui inscrit 11 buts, et fera plus tard une belle carrière en Écosse et en France. Il arrache également les deux premières éditions de la Coupe d'Islande, mise en place en 1960.
En 1964, succédant à son frère Guðbjörn, il prend les rênes d'un jeune club créé en 1958, l'ÍBK Keflavík. Il obtient le titre de champion dès la première année, qualifiant le club pour la coupe d'Europe.
En 1965 donc, Keflavik affronte le club hongrois du Ferencváros (avec en son sein le ballon d'or 1967 Flórián Albert) au premier tour de la Coupe des clubs champions 65/66. Ce n'est que la seconde participation d'un club islandais à une coupe d'Europe (après le KR de Karl Guðmundsson l'année précédente), et elle se solde elle aussi par un lourd revers : 13-2 sur l'ensemble des deux matchs. Cette année-là, Keflavik termine troisième, et c'est le KR, coaché par Guðbjörn, qui est sacré champion.
Óli quitte le club dans la foulée et rejoint le Valur Reykjavik en 1966. Il reste trois ans dans la capitale, remportant avec les rouge et bleu deux championnats en 1966 et 1967. Il accompagne donc également Valur lors de ses premières épopées européennes. Finalement, il termine sa riche carrière d’entraîneur au milieu des années 1970, après un dernier passage au KR puis à Selfoss.
Avec neuf championnats remportés (6 avec le KR Reykjavik, 2 avec le Valur Reykjavik et 1 avec l'IBK Keflavik), il est l'entraîneur le plus titré de l'histoire de l'Urvalsdeild.
Il devance les 7 titres de Ríkharður Jónsson, son contemporain qui accumule les honneurs avec l'ÍA Akranes en tant qu'entraîneur/joueur (et buteur) dans les années 1950.

### Sélection
Óli dirige l'équipe d'Islande en 1951, 1958 et 1960, soit six matchs. Il en est le sixième coach, mais est le premier islandais à prendre en main la jeune équipe nationale.
En 1951, c'est lui qui mène sa sélection à l'exploit, lors d'une victoire 4-3 face à la Suède où Ríkharður Jónsson inscrit un quadruplé. Il faudra attendre 50 ans pour voir une nouvelle victoire des insulaires face aux suédois.

## Anecdotes
Les trois frères de Óli jouent également pour le KR, marquant le club de leurs empreintes.
L'aîné Sigurjón Jónsson, qui deviendra en 1952 président de la KSÍ, y remporte 6 titres entre 1927 et 1934,, accompagné par Hákon Jónsson en 1931 et 1932.
Guðbjörn Jónsson, le plus jeune, sera aussi joueur du KR et éphémère international, avant de devenir entraîneur.
Enfin, le petit-fils de Óli, Sigurður Örn Jónsson, a lui aussi porté les couleurs du KR et de l'Islande, dans les années 1990.
À noter que peu de temps après les frères Jónsson, une autre fratrie fera les beaux jours du KR : les frères Felixson (Hörður, Bjarni et Gunnar).

## Palmarès

### Joueur
- KR
  - Champion d'Islande en 1941, 1948, 1949 et 1950 (il est entraîneur/joueur pour ces trois derniers titres)

### Entraîneur
- KR
  - Champion d'Islande en 1955, 1959 et 1961
  - Vainqueur de la Coupe d'Islande en 1960 et 1961

- Keflavík
  - Champion d'Islande en 1964

- Valur
  - Champion d'Islande en 1966 et 1967